# Голубєв Віктор Максимович
Го́лубєв Ві́ктор Макси́мович (нар. 4 (17) січня 1916 — пом. 17 травня 1945) — радянський військовий льотчик-штурмовик, учасник Другої світової війни, двічі Герой Радянського Союзу (1943), майор авіації (1943).

## Біографія
Народився 4 (17) січня 1916 року в місті Петроград в робочій родині. Росіянин. Член ВКП(б) з 1942 року.
До лав РСЧА призваний 22 жовтня 1936 року. У 1939 році закінчив Харківську військову авіаційну школу.
Учасник Німецько-радянської війни з 1941 року.
Воював у складі 285-го штурмового авіаційного полку 228-ї штурмової авіаційної дивізії 16-ї повітряної армії.
Брав участь в боях під Смоленськом, Ростовом-на-Дону, Сталінградом як командир авіаційної ланки, згодом — авіаційної ескадрильї штурмовиків Іл-2.
Під час Курської битви штурман 58-го гвардійського штурмового авіаційного полку гвардії майор В. М. Голубєв відзначився майстерними штурмовими ударами з повітря по німецьких танках і самохідних установках.
Станом на серпень 1943 року на бойовому рахунку В. М. Голубєва нараховувалось 257 бойових вильотів, у ході яких ним знищено і пошкоджено 69 танків, 875 автомашин, 10 цистерн з пальним, багато іншої бойової техніки, також виведено з ладу не одну сотню ворожих солтатів і офіцерів.
З 1943 року гвардії майор В. М. Голубєв — слухач Військово-повітряної інженерної академії імені М. Є. Жуковського.
Загинув під час виконання навчально-тренувального польоту 17 травня 1945 року. Похований в колумбарії Новодівочого цвинтаря в Москві.

## Нагороди
Указом Президії Верховної Ради СРСР від 12 серпня 1942 року старший лейтенант Голубєв Віктор Максимович за мужність, відвагу і бойову майстерність удостоєний звання Героя Радянського Союзу з врученням ордена Леніна і медалі «Золота Зірка» (№ 693).
Указом Президії Верховної Ради СРСР від 24 серпня 1943 року гвардії майор Голубєв Віктор Максимович за здійснення 257 бойових вильотів нагороджений другою медаллю «Золота Зірка» (№ 13/II).
Нагороджений орденом Леніна, двома орденами Червоного Прапора, орденами Вітчизняної війни 2-го ступеня, Червоної Зірки й медаллю «За оборону Сталінграда».

## Пам'ять
Бронзове погруддя Героя встановлено в місті Санкт-Петербург.